# Patricia Palinkas
Patricia "Pat" Palinkas (de soltera Barzi, nacida en 1943) es acreditada como la primera y, hasta que Katie Hnida firmó con los Fort Wayne Firehawks en 2010, la única mujer que jugó fútbol americano de forma profesional. Ella jugó como sujetadora para su esposo Steven Palinkas para el equipo de ligas menores (o semi-profesional, dependiendo de la fuente) Orlando Panthers de la liga Atlantic Coast Football League. Ella estudió en la Universidad del Norte de Illinois.

## Carrera profesional deportiva
Palinkas jugó por primera vez el 15 de agosto de 1970, en contra de los Bridgeport Jets, ante 12.000 personas. En su primera jugada, Palinkas (descrita como una pequeña y curvilínea mujer de 1,72 m (5′ 8″), 55.4 kg (122 lb) y medidas de 88-60-86) fue atacada por el defensivo de los Jets Wally Florence, quien después admitió que trató de manera infructuosa de «quebrarle el cuello» como castigo por lo que el percibió como «una burla a un deporte de hombres.» Palinkas jugó en otras cuatro jugadas: tres patadas de extra points exitosas, y un intento de field goal que fue bloqueado.
Después de que su esposo sufrió una lesión en una pierna (acortando su rango de field goals  de 40 yardas a solo 25) y fuera cortado en pretemporada, Palinkas (después de que el Comisionado de la ACFL Cosmo Iacovazzi la amenazara para bloquear su contrato y evitar que jugara) continuó en la posición de holder para un nuevo kicker, Ron Miller, principalmente porque ella atraía a mucho público a los estadios; pero poco tiempo después perdió el interés por jugar y finalmente fue suspendida al poco tiempo de comenzar la temporada.
Después de ser colocada en el equipo de prácticas de los Panthers, Palinkas decidió dejar al equipo, en parte debido a su bajo salario (recibió solo $25 dólares por cada partido de pretemporada en los que participó, y planeaba demandar un pago mayor a los $100 dólares por los partidos de temporada regular en los que jugó). Tuvo la oportunidad de volver a jugar en 1971 pero dejó pasar esa oportunidad.
Palinkas, después de su breve paso por el deporte profesional, regresó a su hogar en Tampa, Florida para comenzar una familia y to continuar su carrera como maestra de primaria.